# 大河坎镇
大河坎镇，是中华人民共和国陕西省汉中市南郑区下辖的一个乡镇级行政单位。
2011年，大河坎镇下辖9个村，面积25.79平方公里，总人口50059人，镇政府驻地——大河坎。同年，汉中市人民政府向陕西省人民政府申请，将歇马乡（下辖9个村，面积26.14平方公里，总人口7938人，驻地歇马店），整建制归入大河坎镇。政府驻地仍为大河坎。

## 行政区划
大河坎镇下辖以下地区：
大河坎社区、油房街社区、渔营村、店子村、李家营村、卢家沟村、三花石村、歇马店村、宋家山村、丁元村、汉群村、白沙寨村、黄草坪村和张家岭村。